# Reeßeln
Reeßeln ist ein Ortsteil von Walmsburg, einem Ortsteil der Stadt Bleckede im niedersächsischen Landkreis Lüneburg. 
Es ist ein im Ortsbild eigenständiges Dorf mit fünf Hofstellen (aus ursprünglich drei Höfen) zwischen Walmsburg und Katemin und liegt auf einer Erhebung über der Elbtalaue zwischen den Staatschen Bergen im Norden und dem Bramsberg im Süden.
Ursprünglich zu Katemin gehörig, kam Reeßeln später zu Walmsburg. Seit der Gemeindereform, die am 1. März 1974 in Kraft trat, ist Reeßeln daher der südlichste Teil der Stadt Bleckede.